# تشاه رفسنجاني ها (كويرات)
تشاه رفسنجاني ها (بالإنجليزية: Chah-e Rafsanjaniha)‏ هي منطقة سكنية تقع في إيران في أصفهان. يقدر عدد سكانها بـ 11 نسمة .